# Тирский шекель

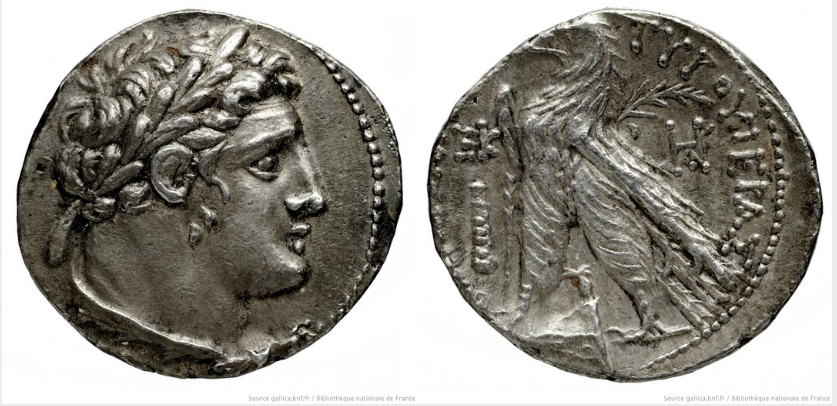
Тирский шекель

Tирский (тирийский) шекель, статер, тетрадрахма, в иудейской литературе села — серебряная монета, чеканившаяся в финикийском городе Тир в V—IV веках до н. э. (шекель старой серии), затем в период между 126 годом до н. э. и 56 годом н. э. (шекель новой серии). При достаточно высокой пробе монета весила в разные периоды от 12,9 до 14,4 грамма.

## Шекель новой серии
В период со 126 года до н. э. до 56 года н. э. на лицевой стороне монеты изображался бог финикийцев Мелькарт, которого греки отождествляли с Гераклом, на обратной стороне — орёл. Греческая надпись на монете гласит ΤΥΡΟΥ ΙΕΡΑΣ ΚΑΙ ΑΣΥΛΟΥ («Святого и неприкосновенного города Тира»).
Средний расчётный вес монеты в этот период составлял 13,0—14,4 грамма, что соответствовало стандарту тяжёлой финикийской тетрадрахмы. Чеканились также монеты удвоенного веса — двойные шекели (дистатеры).
Этот вид шекелей примечателен тем, что именно им рекомендовалось вносить храмовый налог, который каждый взрослый иудей обязан был платить Иерусалимскому храму. Чаще всего именно с тирскими шекелями отождествляются тридцать сребреников, которые получил Иуда Искариот, согласившись выдать Иисуса Христа первосвященникам.